# Liste der Braunschweiger Domprediger
Am Braunschweiger Dom, der Stiftskirche St. Blasii, waren seit der Einführung der Reformation im Jahr 1528 folgende Domprediger tätig:
| Name                                     | von      | bis  | Bemerkung                                                                       |
| ---------------------------------------- | -------- | ---- | ------------------------------------------------------------------------------- |
| Martin Görlitz († 1549)                  | 1528     | 1543 | auch Martin Gorolitius                                                          |
| Conrad Bergius († 1550)                  | 1543     | 1546 |                                                                                 |
|                                          | 1546     | 1553 | Vakanz                                                                          |
| Gervinus Wittekopf                       | 1553     | 1566 |                                                                                 |
| Christoph Leine (um 1516–1594)           | 1567     | 1594 |                                                                                 |
| Johann Magirus (1558–1631)               | 1594     | 1631 |                                                                                 |
| Johannes Gleim († 1667)                  | 1631     | 1656 | auch Johann Gleimius                                                            |
| Georg Mylius († 1663)                    | 1656     | 1662 |                                                                                 |
| Julius Hantelmann (1633–1680)            | 1662     | 1680 |                                                                                 |
| Johann Hermann Hoffmann (1641–1687)      | 1681     | 1687 |                                                                                 |
| Johann Lucas Pestorf                     | 1688     | 1690 |                                                                                 |
| Conrad Caspar Thielemann                 | 1690     | 1692 |                                                                                 |
| Johann Ernst von Schulenburg (1659–1732) | 1692     | 1703 |                                                                                 |
| Eberhard Finen                           | 1704     | 1725 |                                                                                 |
| Christoph Daniel Koch (1677–1751)        | 1726     | 1751 |                                                                                 |
| Christian Friedrich Degener (1714–1776)  | 1752     | 1776 |                                                                                 |
| Jakob Friedrich Feddersen (1736–1788)    | 1777     | 1789 |                                                                                 |
| Johann Wilhelm Wolff (1750–1823)         | 1789     | 1823 |                                                                                 |
| Franz August Westphal                    | 1824     | ?    |                                                                                 |
| […]                                      |          |      |                                                                                 |
| Karl von Schwartz (1873–1943)            | vor 1914 | 1935 |                                                                                 |
| Hans Schomerus                           | 1936     | 1938 |                                                                                 |
| […]                                      |          |      |                                                                                 |
| Martin Erdmann                           | 1946     | 1947 | ab 1947 Landesbischof der Evangelisch-Lutherischen Landeskirche in Braunschweig |
| […]                                      |          |      |                                                                                 |
| Adolf Quast                              | 1965     | 1975 |                                                                                 |
| Armin Kraft                              | 1975     | 1992 | ab 1992 Propst der Propstei Braunschweig                                        |
| Joachim Hempel                           | 1992     | 2014 |                                                                                 |
| Cornelia Götz                            | 2014     |      |                                                                                 |